# Nana Bibata
 (juin 2023).
Nana Bibata est une artiste musicienne, auteure-compositrice Burkinabè évoluant dans la musique traditionnelle. 

## Biographie
Nana Bibata se lance dans la musique en 1995 en intégrant la chorale des premiers missionnaire protestantes à Koubri dans la ville de Ouagadougou. Après avoir participé et remporté sa première compétition de musique organisée par la mairie de Ouagadougou, Nana Babita se sent motivé à continuer dans l'univers musical. Elle a été également inspirée par sa mère qui était elle aussi une chanteuse. Elle a 27 albums à son actif .

## Discographies

### Album
- 2017 : Zaman Damba [3]
- 2020 : Yeel Somde [4]

## Distinction
- GPNAL SNC catégorie danse et musique traditionnelle [5]
- Kunde du meilleur artiste traditionnel[6]